# Ekvatorialström
Ekvatorialströmmarna är ett system av ytliga vattenströmmar som finns i alla oceaner längs ekvatorn. Drivkraften för dessa strömmar är passadvindarna, som i sin tur uppstår på grund av corioliseffekten. Systemet består av två strömmar som går i öst-västlig riktning norr och söder om ekvatorn, samt mellan dessa Ekvatoriella motströmmen som går i omvänd riktning. Under vattenytan finns Ekvatoriella underströmmen (eller i Stilla havet Cromwellströmmen), som går på ca 100 meters djup.

## Dynamik
Strömmarna drivs av Nordost- och Sydostpassaden som blåser in mot ett stiljtebälte mellan 5 och 10° nordlig bredd. Det faktum att vindsystemen är förskjutna mot norr medför att de bägge västgående ekvatorialströmmarna inte är symmetriska kring ekvatorn. Det ekvatoriella strömsystemet transporterar mycket stora mängder vatten mot oceanbassängernas västra kant, uppemot 100 miljoner m³/sek. Transporten medför att haven lutar mot öster och att en tryckgradient byggs upp riktad mot ekvatorialströmmarna. I stiljtebältet mellan Norra och Södra ekvatorialströmmarna påverkas tryckgradienten inte av vindarna, och därför uppstår i detta område den östgående Ekvatoriella motströmmen.
Förutom de västgående strömmarna skapar passadvindarna med ekmantransport strömmar i nord-sydlig riktning, som på norra halvklotet ligger till höger om vindriktningen och på södra halvklotet till vänster om vindriktningen. Dessa longitudinella strömmar har stor betydelse för regionens marina ekosystem, eftersom de genererar uppvällning av närsaltrikt djupvatten, till exempel vid Galapagosöarna. 

## Norra ekvatorialströmmen
Norra ekvatorialströmmen finns i Stilla havet och Atlanten mellan 10 och 20° nordlig bredd. Strömmen drivs av nordostliga passadvindar, och utgör södra sidan av en subtropisk virvel i respektive ocean. Motsvarighet i Indiska oceanen saknas.

## Södra ekvatorialströmmen
Södra ekvatorialströmmen ligger söder om ekvatorn i samtliga tre oceaner, med centrum vid omkring 20° sydlig bredd. I Stilla havet och Atlanten sträcker sig strömmen över ekvatorn till omkring 5° nordlig bredd. I dessa hav samt i Indiska oceanen utgör strömmen norra delen av en subtropisk virvel.